# Donington Park
A Donington Park egy nagy múltra visszatekintő motorsport-pálya az Egyesült Királyságban, amelyet 1931-ben építettek motorversenyekre.
1993-ban Formula–1-es versenyt, az európai nagydíjat rendezte a pálya. Szinte az egész hétvégén esett az eső, csak az időmérő volt esőmentes. A csöpörgő eső mellett tartott rajtnál a 4. helyről induló Ayrton Senna még visszacsúszott az 5. helyre, de a kör végén már vezetett. A verseny féltávjánál, zuhogó esőben kijött leváltani a száraz pályás gumikat, de a csapat nem várta őt, így keresztülhajtott a boxutcán. A kör végére azonban elállt az eső, így Senna kinn maradt a slick gumikon. Már mindenki körhátránybán volt, de a száradó pályán Damon Hill gyorsabb volt Sennánál. A körét vissza tudta venni, de a brazilt már nem érte be. Senna a győzelem mellé a verseny leggyorsabb körét is megfutotta.
2008. július 4-én Bernie Ecclestone bejelentette, hogy 2010-től 17 éven keresztül Donington Park fog otthont adni a Formula–1 brit nagydíjnak. (1987 óta kizárólag Silverstone-ban rendezték meg a futamokat.) A pálya átépítésének terve azonban meghiúsult, így 2010 után is Silverstone-ban versenyez a mezőny.
A pálya honlapján közzétették a terveket, miszerint az Esses nevű sikánt eltörlik, és az így kapott egyenes lesz a rajt-célegyenes. A Goddards kanyar is megszűnik, itt a Melbourne után egy új blokkot építenek, és így egy jobb kanyar lesz a balosból. A McLeans kanyart meggyorsítják, míg a Coppice dublajobbos kombinációból egyetlen jobbkanyart, egy a szahíri pályára jellemző célegyenesre ráfordító kanyart csinálnak.

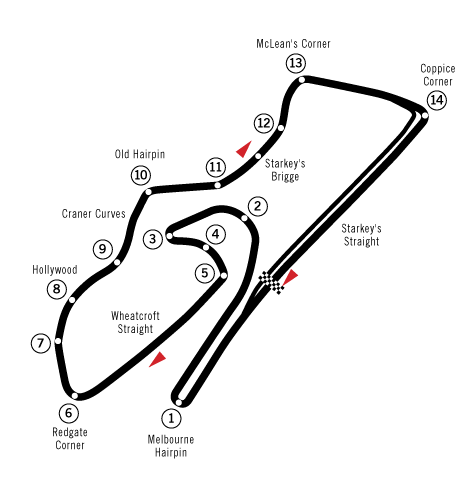
A pálya tervezett 2010-es nyomvonala

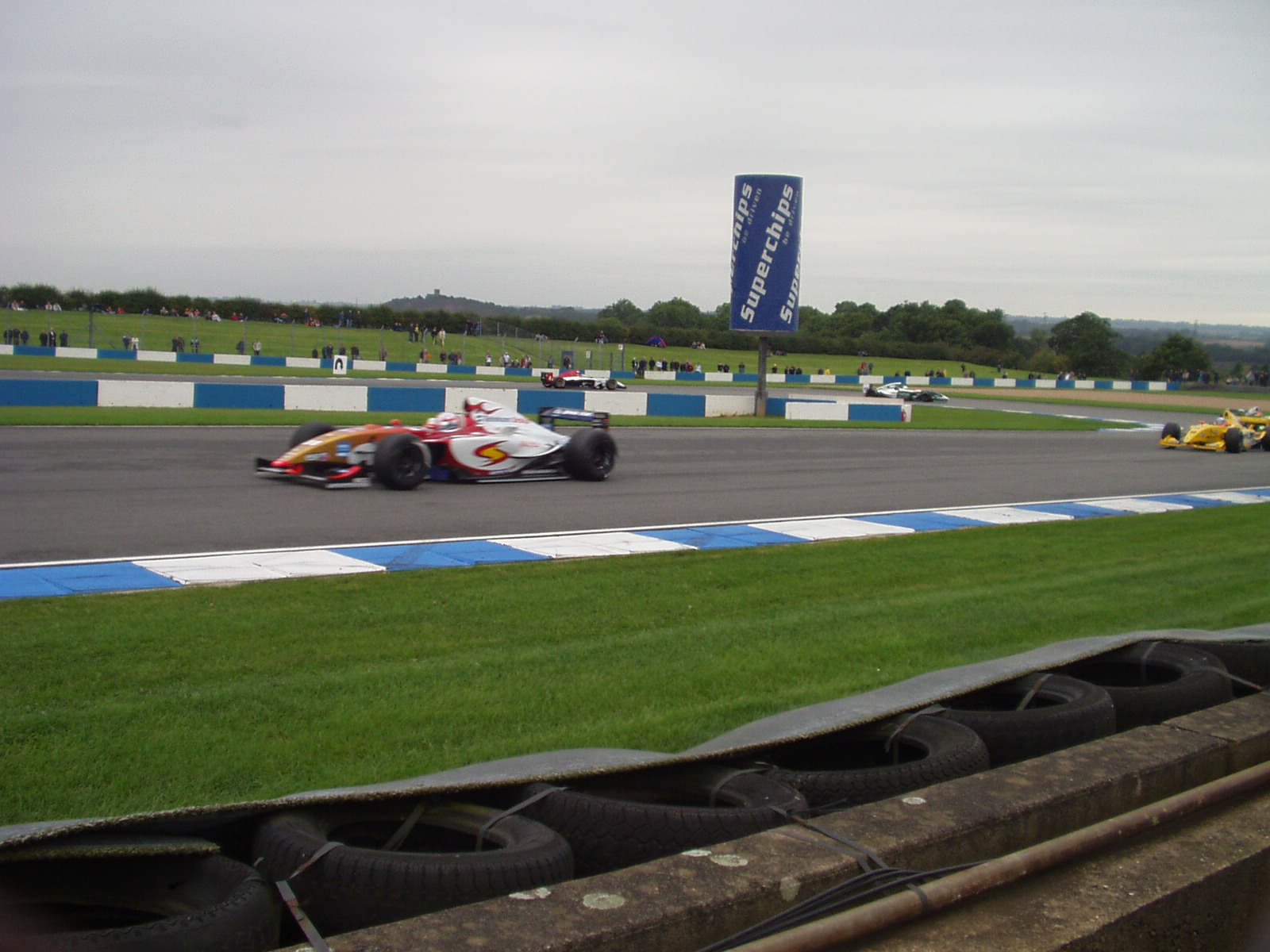
Egy 2005-ös verseny a Donington Parkban, a Melbourne hajtűkanyarnál